# Halls
Halls és una població dels Estats Units a l'estat de Tennessee. Segons el cens del 2000 tenia 2.311 habitants.

## Demografia
Segons el cens del 2000, Halls tenia 2.311 habitants, 946 habitatges, i 642 famílies. La densitat de població era de 243,8 habitants/km².
Dels 946 habitatges en un 29,7% hi vivien nens de menys de 18 anys, en un 45,3% hi vivien parelles casades, en un 17,7% dones solteres, i en un 32,1% no eren unitats familiars. En el 30% dels habitatges hi vivien persones soles el 15,9% de les quals corresponia a persones de 65 anys o més que vivien soles. El nombre mitjà de persones vivint en cada habitatge era de 2,44 i el nombre mitjà de persones que vivien en cada família era de 3,03.
Per edats la població es repartia de la següent manera: un 26,7% tenia menys de 18 anys, un 7,7% entre 18 i 24, un 26,8% entre 25 i 44, un 22,3% de 45 a 60 i un 16,4% 65 anys o més.
L'edat mediana era de 37 anys. Per cada 100 dones de 18 o més anys hi havia 81,8 homes.
La renda mediana per habitatge era de 24.142 $ i la renda mediana per família de 29.063 $. Els homes tenien una renda mediana de 26.528 $ mentre que les dones 19.300 $. La renda per capita de la població era de 15.011 $. Entorn del 21,8% de les famílies i el 23,3% de la població estaven per davall del llindar de pobresa.

## Poblacions més properes
El següent diagrama mostra les poblacions més properes.